# Henry Frederick Stephenson
Sir Henry Frederick Stephenson (7 de junio de 1842 - 16 de diciembre de 1919) fue un oficial de la Marina Real británica y explorador del Ártico.
El 18 de diciembre de 1855, Stephenson se unió a la Marina Real Británica, convirtiéndose en cadete naval en el HMS St Jean d'Acre. Se retiró el 16 de septiembre de 1904 con el rango de almirante. Dirigió la Expedición Ártica Británica (1875-76). Tuvo numerosas condecoraciones como la Real Orden Victoriana en 1902 o ser nombrado Caballero de la Jarretera en 1911.
Se casó con la honorable Charlotte Elizabeth Eleanor Fraser el 5 de diciembre de 1903. Ella murió en 1923 y Stephenson falleció en su casa de Londres el 16 de diciembre de 1919, a los 77 años.